# 新葛站
新葛站（：／ Singal yeok */?）是水仁·盆唐線沿線的一座地下車站，位於韓國京畿道龍仁市器興區新葛洞。

## 車站結構
站體為2面2線側式月台的地下車站，月台層位於地下4樓，設有月台幕門。

### 月台配置
| ↑ 駒城 |
| \| １  |
| 器興 ↓ |

| 月台 | 路線                   | 目的地                               |
| ---- | ---------------------- | ------------------------------------ |
| 1    | ●首都圈電鐵水仁·盆唐線 | 器興、靈通、網浦、水原、仁川方向     |
| 2    | ●首都圈電鐵水仁·盆唐線 | 駒城、書峴、牡丹、宣靖陵、往十里方向 |

## 歷史
- 2011年12月28日：落成啟用。

## 車站周邊
- 器興圖書館
- 器興高校
- 舊葛中學
- 山陽初等學校
- 道路交通公團（朝鲜语：도로교통공단）龍仁駕照試場

## 圖片

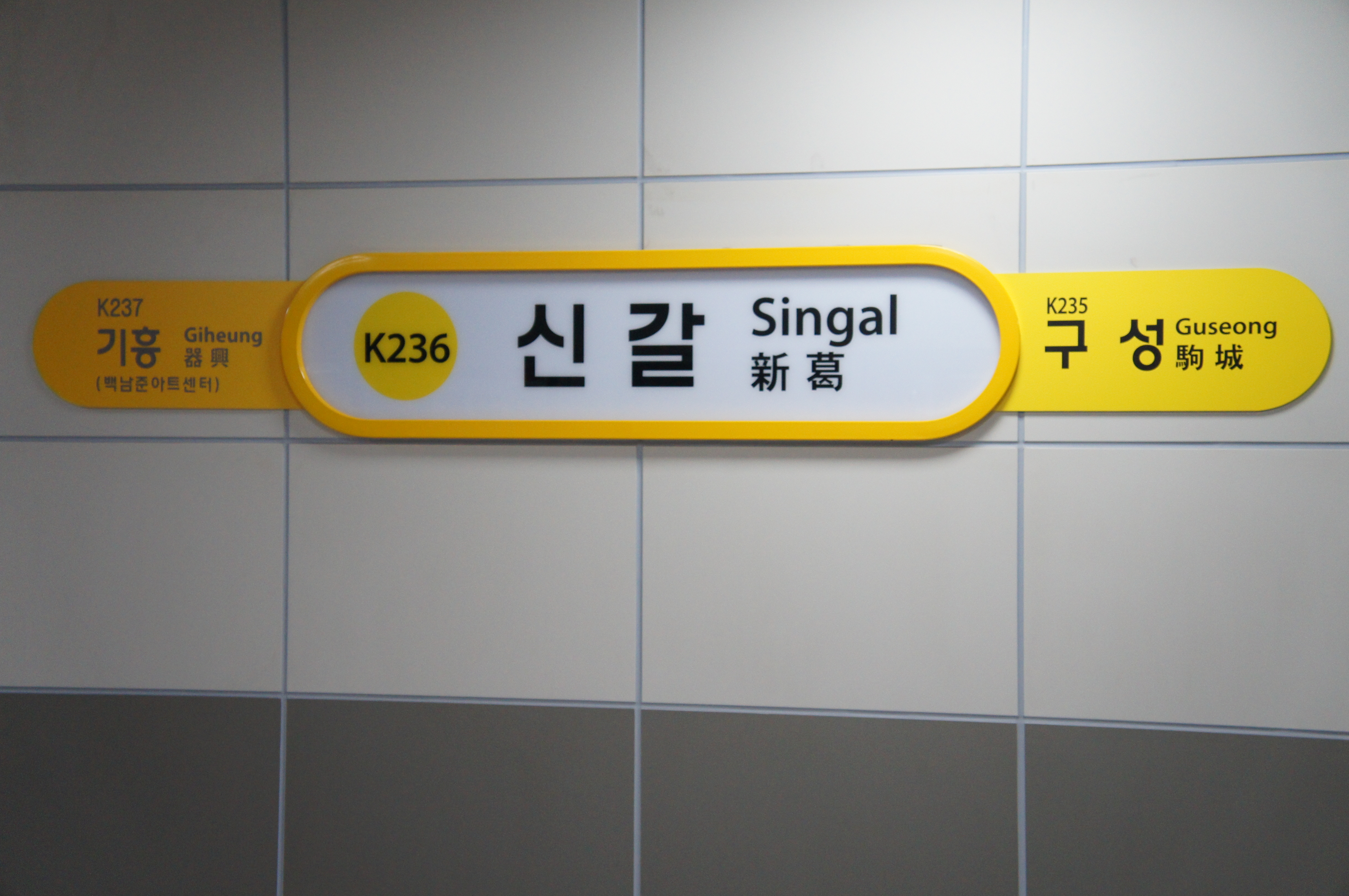
站名牌
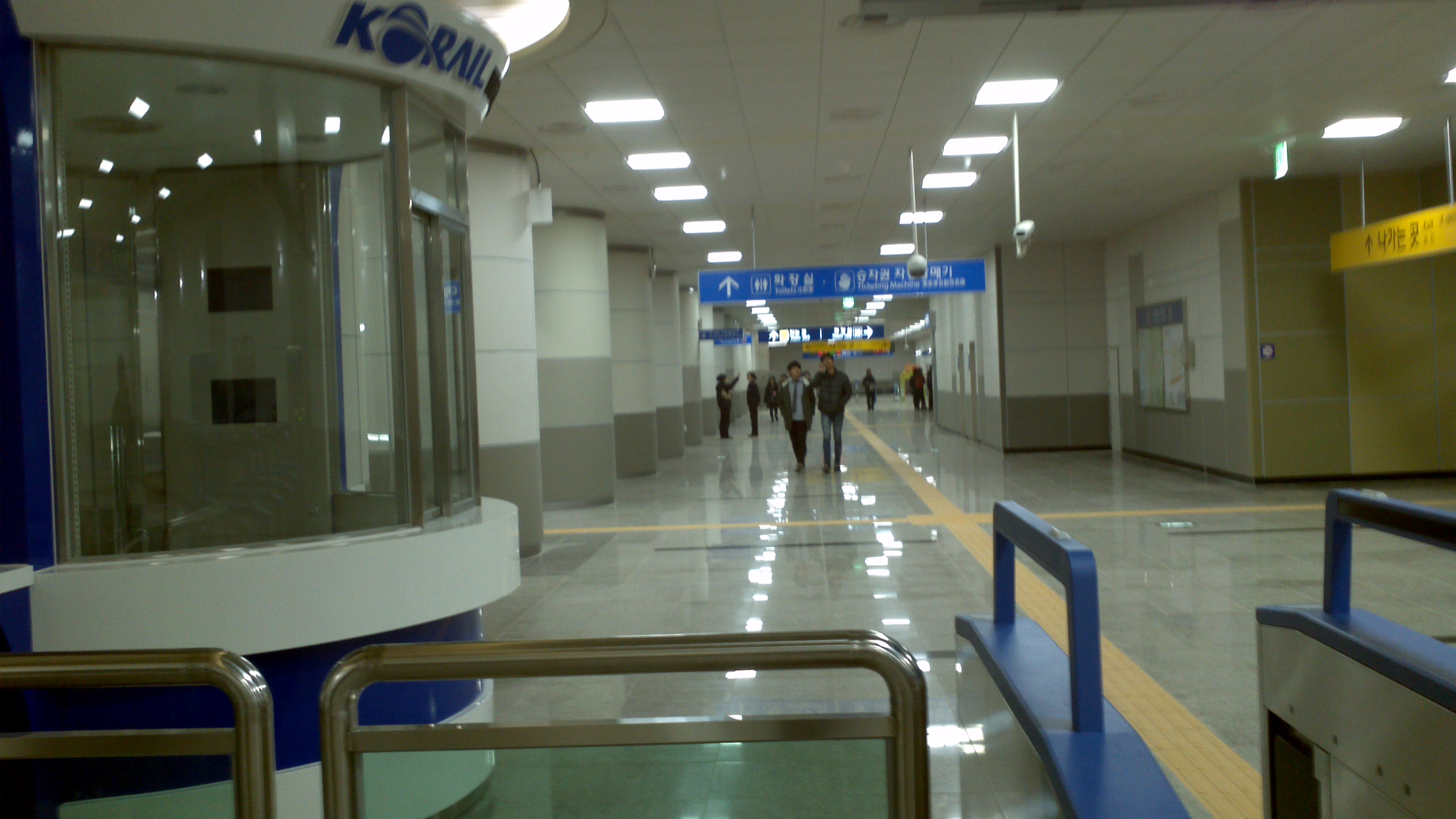
車站大廳
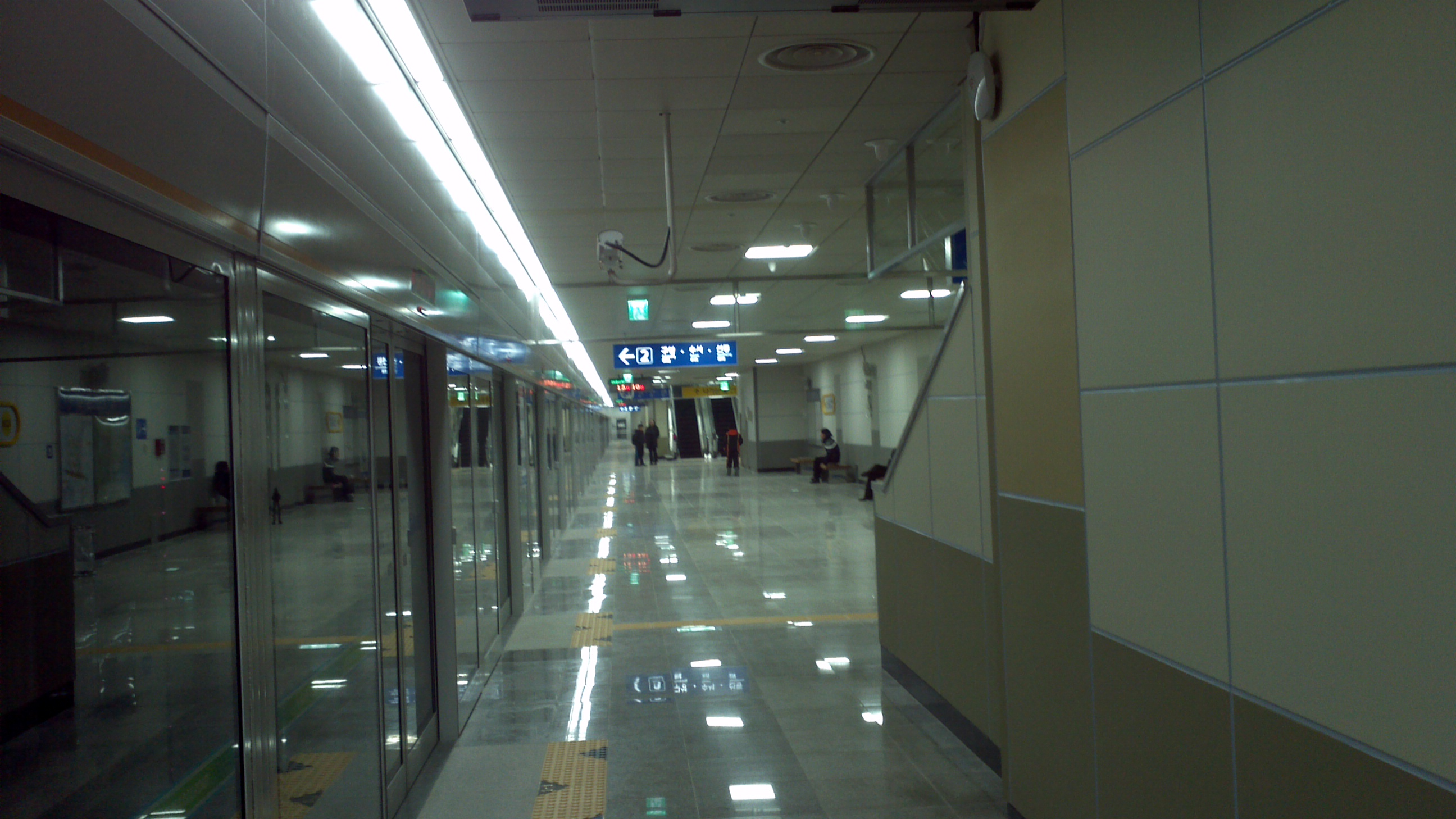
候車月台

## 相鄰車站
韓國鐵道公社
●首都圈電鐵水仁·盆唐線
緩行
駒城（K235）－新葛（K236）－器興（K237）